# Allan Williams
Allan Richard Williams (17. března 1930 Bootle – 30. prosince 2016) byl podnikatel, promotér, původní jednatel a první manažer skupiny The Beatles.

## Život
Osobně v roce 1960 řídil dodávku ve které vzal mladou kapelu Beatles do Hamburku, kde ukázal své podnikatelské zkušenosti, které uvedly skupinu Beatles na světovou scénu.

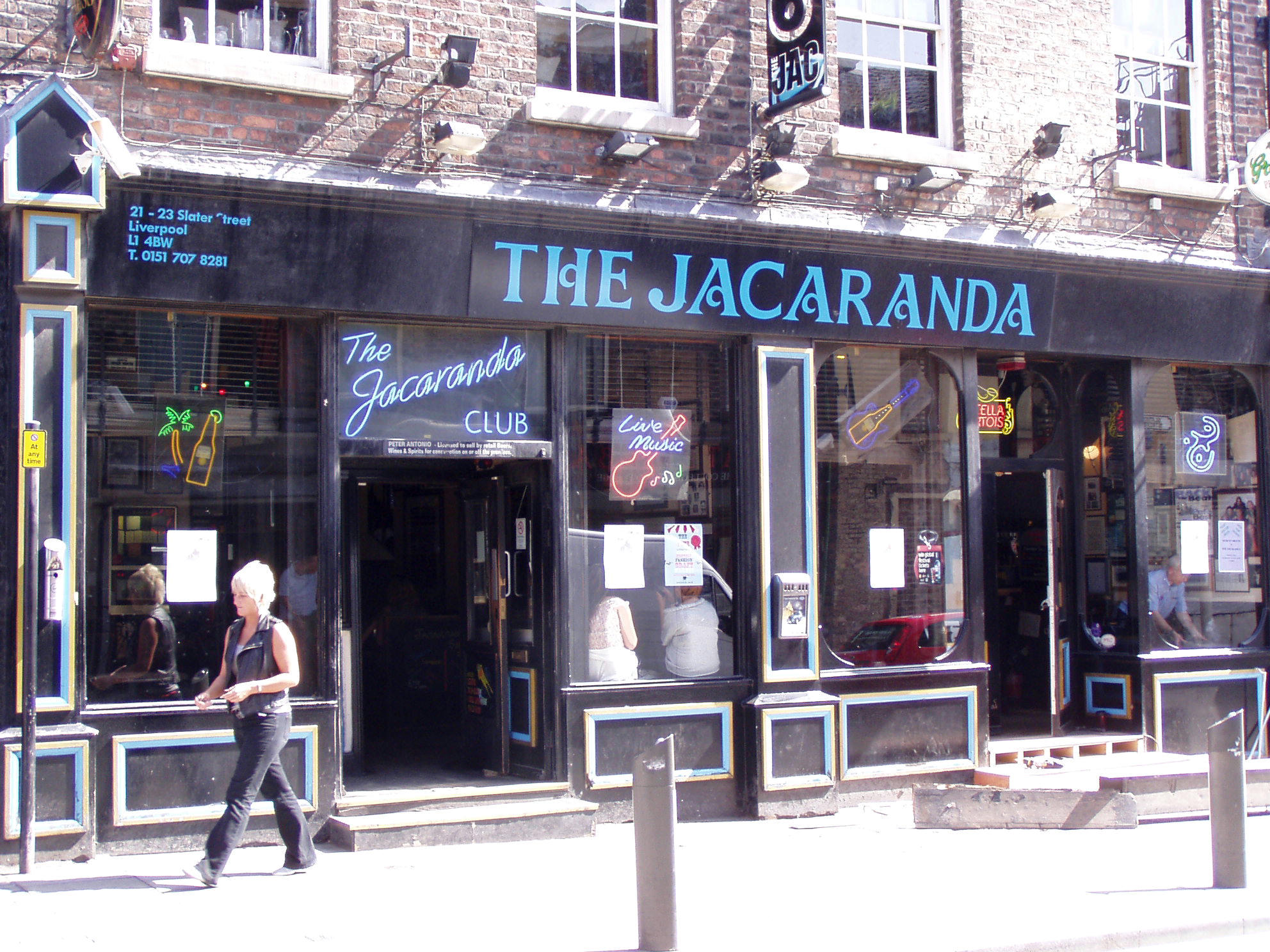
Klub Jacaranda

V roce 1957 založil klub Jacaranda ve městě na severozápadě Anglie.
S legendární kapelou Beatles tehdy ještě ve složení John Lennon, Paul McCartney, George Harrison, Pete Best a Stuart Sutcliffe spolupracoval až do roku 1961.